# جيسي ديكسون
جيسي ديكسون (بالإنجليزية: Jessy Dixon) هو عازف بيانو ومغني وموسيقي أمريكي، ولد في 12 مارس 1938 في سان أنطونيو في الولايات المتحدة، وتوفي في 26 سبتمبر 2011 في شيكاغو في الولايات المتحدة بسبب مرض.

## وصلات خارجية
- الموقع الرسمي
- جيسي ديكسون على موقع IMDb (الإنجليزية)
- جيسي ديكسون على موقع ميوزك برينز (الإنجليزية)
- جيسي ديكسون على موقع ديسكوغز (الإنجليزية)
- جيسي ديكسون على موقع قاعدة بيانات الفيلم (الإنجليزية)